# Mesnil-Mauger
Mesnil-Mauger är en kommun i departementet Seine-Maritime i regionen Normandie i norra Frankrike. Kommunen ligger i kantonen Forges-les-Eaux som tillhör arrondissementet Dieppe. År 2022 hade Mesnil-Mauger 244 invånare.

## Befolkningsutveckling
Antalet invånare i kommunen Mesnil-Mauger
| Referens: INSEE |